# Vamvakiá
Vamvakiá (Vamvakia) är en ort i Grekland.   Den ligger i prefekturen Nomós Serrón och regionen Mellersta Makedonien, i den norra delen av landet, 300 km norr om huvudstaden Aten. Vamvakiá ligger 23 meter över havet och antalet invånare är 530.
Terrängen runt Vamvakiá är platt åt nordost, men åt sydväst är den kuperad. Runt Vamvakiá är det ganska tätbefolkat, med 62 invånare per kvadratkilometer. Närmaste större samhälle är Serrai, 16,9 km öster om Vamvakiá. Trakten runt Vamvakiá består till största delen av jordbruksmark.